# کوچه هوگان
کوچۀ هوگان (انگلیسی: Hogan's Alley) یک فیلم کمدی صامت آمریکایی است که در سال ۱۹۲۵ منتشر شد. نسخهٔ ناکاملی از این فیلم در مرکز ملی سینما و تصویر متحرک موجود است.

## بازیگران
- مونته بلو
- پتسی روت میلر
- ویلارد لوئیس
- لوئیز فازندا
- بن ترپین
- هاینی کانکلین
- ماکس داویدسون
- ماری کار
- نایجل بری
- فرانک هاگنی